# Believe in Me !
Albums de Charles Aznavour
The Time is Now
(1962)
Believe in Me ! est le sixième album studio de Charles Aznavour et le premier chanté en anglais. Il est sorti en 1958 chez Ducretet-Thomson. 

## Liste des chansons
| 1. | Believe in me             |  |
| 2. | I look at you             |  |
| 3. | Mé-ké                     |  |
| 4. | Parti avec un autre amour |  |

| 1. | I'm gonna sleep with one eye open |  |
| 2. | I want to be kissed               |  |
| 3. | Cry upon my shoulder              |  |
| 4. | Le Feutre taupé                   |  |